# Красковский, Евгений Яковлевич
Евгений Яковлевич Красковский — советский деятель образования и науки.

## Биография
Родился в 1918 году. Член КПСС.
Окончил Ташкентский институт инженеров железнодорожного транспорта, заочную аспирантуру Ленинградского института инженеров железнодорожного транспорта.
В 1933—1938 гг. — путейский ремонтный рабочий, кочегар, помощник машиниста локомотива на Юго-Западной железной дороге.
В 1943—1947 гг. — начальник Дортехшколы Ташкентской железной дороги, начальник Самаркандского техникума железнодорожного транспорта.
В 1947—1955 гг. — заведующий учебной частью, начальник Ленинградского техникума железнодорожного транспорта.
В 1955—1968 гг. — доцент, профессор кафедры «Теория механизмов и детали машин», одновременно декан вечернего факультета ЛИИЖТ.
В 1968—1989 гг. — ректор ЛИИЖТ.
В 1989—1993 гг. — советник министра путей сообщения СССР по высшему образованию, профессор ЛИИЖТ.
Умер в 1993 году в Санкт-Петербурге.

## Награды
- Орден Ленина
- Орден Трудового Красного Знамени
- Орден Дружбы народов